# Музей на корейската революция
Музеят на корейската революция (на корейски: 조선혁명박물관) е голям исторически музей в Северна Корея. Той се намира в центъра на столицата Пхенян и съдържа колекция от предмети, свързани с Ким Ир Сен и корейското революционно движение.
Музеят обхваща периодът от 1860 година до днес. В 90 стаи са поместени изложби, представящи различните периоди на революционна борба, в това число антияпонската съпротива, създаването на КНДР, Корейската война, изграждането на социалистическа икономика, прилагането на теорията за Трите революции, обединението на Корея и корейците в чужбина.
Сред експонатите са десетки хиляди исторически предмети, панорамни изображения на различни битки, макети, восъчни фигури, аудио и видеозаписи от събития и други. От основаването си през 1948 година, музеят е натрупал 27 милиона посещения.